# Шевченково (Решетиловский район)
Шевченково (укр. Шевченкове) — село,
Шевченковский сельский совет,
Решетиловский район,
Полтавская область,
Украина.
Код КОАТУУ — 5324285601. Население по переписи 2001 года составляло 407 человек.
Является административным центром Шевченковского сельского совета, в который, кроме того, входят сёла
Дружба,
Капустяны,
Привольное и
Шамраевка.

## Географическое положение
Село Шевченково находится на левом берегу реки Говтва, выше по течению на расстоянии в 0,5 км расположено село Капустяны, ниже по течению на расстоянии в 0,5 км расположено село Дружба.
Рядом проходит автомобильная дорога Р-52.

## Известные жители и уроженцы
- Бабенко, Нина Ивановна (род. 1939) — Герой Социалистического Труда.

## Экономика
- ЗАО «Витагро».
- ООО «Обрий».

## Объекты социальной сферы
- Школа.
- Фельдшерско-акушерский пункт.